# Corps de garde de Metz
Pour les articles homonymes, voir Corps de garde (homonymie).
Le corps de garde, situé place d’Armes à Metz, héberge l'office du tourisme de la commune. Conçu par Jacques-François Blondel en même temps que l’Hôtel de ville, il fait face à l'ancien Parlement.

## Contexte historique
Le maréchal Charles Louis Auguste Fouquet de Belle-Isle, acquis aux idées des Lumières, décide de repenser l’urbanisme de Metz dès 1728. Après avoir doté la ville d’un nouveau théâtre sur l’île du Petit-Saulcy, il souhaite aérer le quartier de la cathédrale, en y créant une place royale centrale, entourée de plusieurs bâtiments publics. Après vingt ans de négociations avec le clergé et les bourgeois messins, il fait finalement appel à l’architecte Jacques-François Blondel pour le projet de l’Hôtel de ville et des bâtiments annexes. Le corps de garde devait abriter les soldats chargés de surveiller la place de l’hôtel de ville et du Parlement.

## Construction et aménagements
La construction commence en même temps que celle de l’hôtel de ville de Metz en 1761 et les travaux durent dix ans. Construit en pierre de Jaumont, le bâtiment de style néoclassique français possède une façade à deux niveaux, comprenant un rez-de-chaussée avec sept arcades en plein cintre, et un étage noble avec sept fenêtres à la française. La façade donnant sur la place d’Armes, face à l'ancien Parlement de Metz, présente un avant-corps surmonté d'un fronton sculpté d'un trophée d'armes. Le trophée d'arme se compose naturellement d'une cuirasse, surmontée d'un casque à panache, devant un faisceau d'armes placées en éventail, comprenant drapeaux, lances et canons.

## Affectations successives
Le corps de garde a changé d’affectation plusieurs fois depuis sa création au XVIIIe siècle. Au XXe siècle, il devient une caisse d'épargne, puis l'hôtel du district. L'édifice abrite aujourd'hui l'office de tourisme de la Ville. En 2007, Christophe Bottineau, architecte en chef des monuments historiques qui a mené le projet restauration de la place d’Armes, a fait nettoyer la façade fortement altérée par la pollution.
La façade de cet édifice néoclassique — ainsi que la couverture —, fait l’objet d’un classement au titre des monuments historiques depuis le 1er avril 1921.